# Asimov's vroege werken
Asimov's vroege werken (Engelse titel: The Early Asimov) is een reeks van sciencefictionverhalenbundels uit 1977 van de Amerikaanse schrijver Isaac Asimov. De boeken werden uitgebracht in de reeks Bruna SF in drie delen.

## Boeken
- De dreiging van Callisto, vroege werken 1 (1939-1940)
- Het superneutron, vroege werken 2 (1940-1941)
- De rode koningin, vroege werken 3 (1941-1948)